# Croatie aux Jeux olympiques d'hiver de 1998
La Croatie participe aux Jeux olympiques d'hiver de 1998, organisés à Nagano au Japon. Ce pays prend part aux Jeux olympiques d'hiver pour la troisième fois en tant que nation indépendante. Six athlètes croates, quatre hommes et deux femmes, prennent part à la manifestation. La délégation croate ne remporte pas de médaille.

## Athlètes engagés

### Patinage artistique
| Athlète(s)       | Épreuve | PC | PL                | Total             | Total             |
| Athlète(s)       | Épreuve | PC | PL                | RT                | Rang final        |
| ---------------- | ------- | -- | ----------------- | ----------------- | ----------------- |
| Ivana Jakupčević | Femmes  | 25 | N'a pas participé | N'a pas participé | N'a pas participé |

### Ski alpin

#### Hommes
| Athlète       | Épreuve      | Manche 1        | Manche 1        | Manche 2        | Manche 2        | Manche 3 | Manche 3 | Total           | Total           | Total           |
| Athlète       | Épreuve      | Temps           | Rang            | Temps           | Rang            | Temps    | Rang     | Temps           | Retard          | Rang            |
| ------------- | ------------ | --------------- | --------------- | --------------- | --------------- | -------- | -------- | --------------- | --------------- | --------------- |
| Renato Gašpar | Super-G      | NC              | NC              | NC              | NC              | NC       | NC       | 1 min 39 s 85   | +5 s 03         | 32              |
| Renato Gašpar | Slalom géant | N'a pas terminé | N'a pas terminé | N'a pas terminé | N'a pas terminé | NC       | NC       | N'a pas terminé | N'a pas terminé | N'a pas terminé |
| Vedran Pavlek | Super-G      | NC              | NC              | NC              | NC              | NC       | NC       | 1 min 39 s 63   | +4 s 81         | 30              |
| Vedran Pavlek | Slalom géant | 1 min 25 s 61   | 35              | 1 min 21 s 93   | 25              | NC       | NC       | 2 min 47 s 54   | +9 s 03         | 28              |
| Thomas Lödler | Slalom géant | 1 min 23 s 26   | 23              | 1 min 20 s 95   | 22              | NC       | NC       | 2 min 44 s 21   | +5 s 70         | 23              |
| Thomas Lödler | Slalom       | 57 s 91         | 26              | N'a pas terminé | N'a pas terminé | NC       | NC       | N'a pas terminé | N'a pas terminé | N'a pas terminé |

#### Femmes
| Athlète         | Épreuve      | Manche 1        | Manche 1        | Manche 2        | Manche 2        | Manche 3 | Manche 3 | Total           | Total           | Total           |
| Athlète         | Épreuve      | Temps           | Rang            | Temps           | Rang            | Temps    | Rang     | Temps           | Retard          | Rang            |
| --------------- | ------------ | --------------- | --------------- | --------------- | --------------- | -------- | -------- | --------------- | --------------- | --------------- |
| Janica Kostelić | Descente     | NC              | NC              | NC              | NC              | NC       | NC       | 1 min 31 s 97   | +2 s 08         | 25              |
| Janica Kostelić | Super-G      | NC              | NC              | NC              | NC              | NC       | NC       | 1 min 19 s 77   | +1 s 75         | 26              |
| Janica Kostelić | Slalom géant | 1 min 23 s 45   | 25              | 1 min 35 s 94   | 22              | NC       | NC       | 2 min 59 s 39   | +8 s 80         | 24              |
| Janica Kostelić | Slalom       | N'a pas terminé | N'a pas terminé | N'a pas terminé | N'a pas terminé | NC       | NC       | N'a pas terminé | N'a pas terminé | N'a pas terminé |
| Janica Kostelić | Combiné      | 1 min 31 s 71   | 18              | 37 s 35         | 10              | 36 s 17  | 9        | 2 min 45 s 23   | +4 s 49         | 8               |

### Ski de fond
| Athlète       | Épreuve                | Course          | Course          |
| Athlète       | Épreuve                | Temps           | Rang            |
| ------------- | ---------------------- | --------------- | --------------- |
| Antonio Rački | 10 km classique hommes | N'a pas terminé | N'a pas terminé |